# King of the Ring (2000)
King of the Ring (2000) — восьмое в истории шоу King of the Ring, PPV-шоу производства World Wrestling Federation (WWF, ныне WWE), на котором прошёл четырнадцатый турнир «Король ринга». Шоу проходило 25 июня 2000 года на арене «Флит-центр» в Бостоне, Массачусетс, США.
В главном событии состоялся командный матч шести человек между фракцией Макмэн-Хелмсли (Трипл Эйч, Винс и Шейн Макмэн) и командой Скалы и «Братья разрушения» (Гробовщик и Кейн). В матче защищался титул чемпиона WWF Трипл Эйча. Скала удержал Винса и завоевал титул. На шоу завершился турнир «Король ринга» 2000 года, который выиграл Курт Энгл. Турнир 2000 года стал самым крупным турниром «Король ринга», в нем приняли участие 32 участника.

## Результаты
| №                             | Матч | Тип матча                                                                 | Время |
| ----------------------------- | --- | ------------------------------------------------------------------------- | ----- |
| 1                             | Рикиши победил Криса Бенуа по дисквалификации | Четвертьфинальный матч турнира «Король ринга»                             | 3:25  |
| 2                             | Вэл Венис (с Триш Стратус) победил Эдди Герреро (с Чайной) | Четвертьфинальный матч турнира «Король ринга»                             | 8:04  |
| 3                             | Крэш Холли победил Булла Бьюкенена | Четвертьфинальный матч турнира «Король ринга»                             | 4:07  |
| 4                             | Курт Энгл победил Криса Джерико | Четвертьфинальный матч турнира «Король ринга»                             | 9:50  |
| 5                             | Эдж и Кристиан победили Too Cool (Гранд Мастер Сексей и Скотти 2 Хотти) (c), «Братев Харди» (Джефф Харди и Мэтт Харди) (с Литой), и T&A (Альберт и Тест) (с Триш Стратус) | Четырёхсторонний командный матч на выбывание за командное чемпионство WWF | 14:11 |
| 6                             | Рикиши победил Вэла Вениса (с Триш Стратус) | Полуфинальный матч турнира «Король ринга»                                 | 3:15  |
| 7                             | Курт Энгл победил Крэша Холли | Полуфинальный матч турнира «Король ринга»                                 | 3:58  |
| 8                             | Матч Пата Паттерсона (с) против Джеральда Бриско закончился, когда Крэш Холли удержал Паттерсона                                                                          | Хардкорный матч в вечерних платьях за титул хардкорного чемпиона WWF      | 3:07  |
| 9                             | D-Generation X (Тори, Роуд Догг и Икс-пак) победили «Братьев Дадли» (Бубба Рэй и Ди-Вон)                                                                                  | Командный гандикап-матч со столами и мусорными контейнерами               | 9:45  |
| 10                            | Курт Энгл победил Рикиши | Финальный матч турнира «Король ринга»                                     | 5:56  |
| 11                            | Скала и «Братья разрушения» (Кейн и Гробовщик) победили Фракцию Макмэн-Хелмсли (Мистер Макмэн, Шейн Макмэн и Трипл Эйч (с)) (со Стефани Макмэн-Хелмсли)                   | Командный матч шести человек за титул чемпиона WWF                        | 17:54 |
| (c) — чемпион на начало матча | |                                                                           |       |